# Edmond Auguste Bastien
Pour les articles homonymes, voir Bastien.
 (mai 2020).
Si vous disposez d'ouvrages ou d'articles de référence ou si vous connaissez des sites web de qualité traitant du thème abordé ici, merci de compléter l'article en donnant les références utiles à sa vérifiabilité et en les liant à la section « Notes et références ».

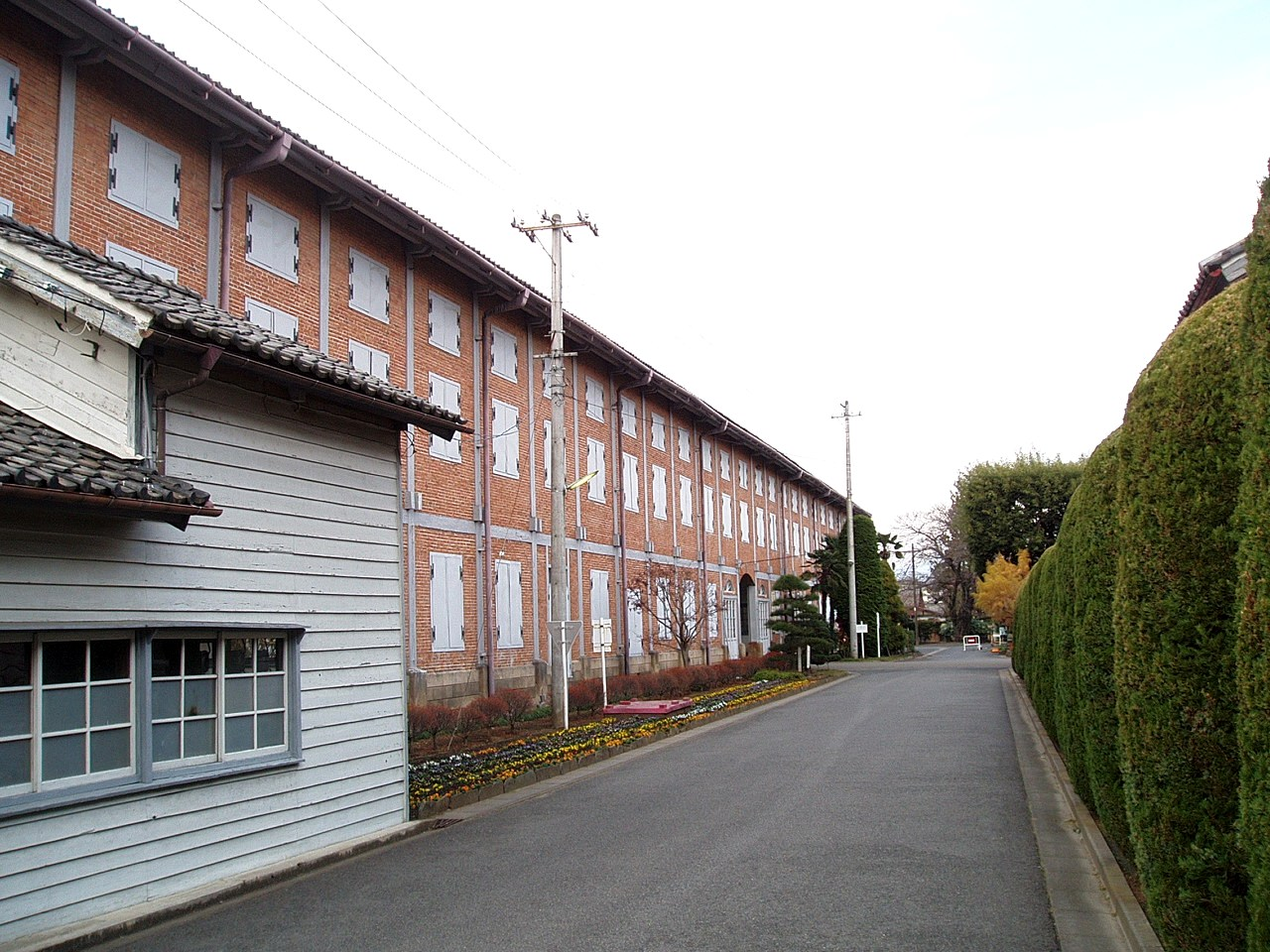
Entrepôt à cocons Est de la Filature de soie de Tomioka dont Auguste Bastien a dessiné les plans.

Edmond Auguste Bastien (27 juin 1839 - 9 septembre 1888) est un français originaire de Cherbourg dans le département de la Manche. Charpentier de marine et architecte, il a travaillé à l'aciérie de Yokosuka (Japon) et a dessiné les plans des bâtiments majeurs de la Filature de soie de Tomioka (Japon) inscrite au patrimoine mondial de l'UNESCO. Il est inhumé dans le cimetière des étrangers de Yokohama dans le département de Kanagawa. 

## Biographie
Selon les indications sur sa pierre tombale, Edmond Auguste Bastien est né le 27 juin 1839 dans la ville de Cherbourg (Cherbourg-Octeville en 2000, puis commune déléguée dans Cherbourg-en-Cotentin depuis 2016). Lorsqu'il travaillait en tant que charpentier de marine dans le port de Cherbourg, il est repéré par François Léonce Verny qui lui demande de se rendre au Japon pour travailler à l'aciérie de Yokosuka. Son contrat commence le 19 janvier 1866, date à laquelle il quitte la France à partir de Marseille. Il traverse le canal de Suez, fait escale entre autres à Hong Kong et à Shanghai et atteint Yokohama le 12 mars 1866. Une semaine plus tard, il entre pour la première fois à Yokosuka et le 23 mars 1866 il réalise ses premiers travaux. Son salaire mensuel s'élève alors à 75 dollars. Il augmente à 80 dollars à partir de 1868.
En novembre 1870, Paul Brunat, directeur de la conception de la Filature de soie de Tomioka, fait appel à Auguste Bastien pour dessiner les plans des bâtiments principaux. Il les finalise très rapidement le 26 décembre de la même année. Auguste Bastien se serait fortement inspiré des plans qu'il avait dessinés pour les constructions de brique à ossature de bois de l'aciérie de Yokosuka. En tant qu'ingénieur-architecte en génie civil, il perçoit une rémunération de 125 dollars jusqu'en juillet 1872. Auguste Bastien aurait réalisé les plans complets de la filature, mais on lui attribue aujourd'hui notamment les plans de l'Atelier de dévidage, des Entrepôts à cocons Est et Ouest, et du local de la chaudière à vapeur. Il retourne à Yokosuka au mois de juillet, après l'achèvement des travaux de la filature, mais envoie de suite sa lettre de démission.

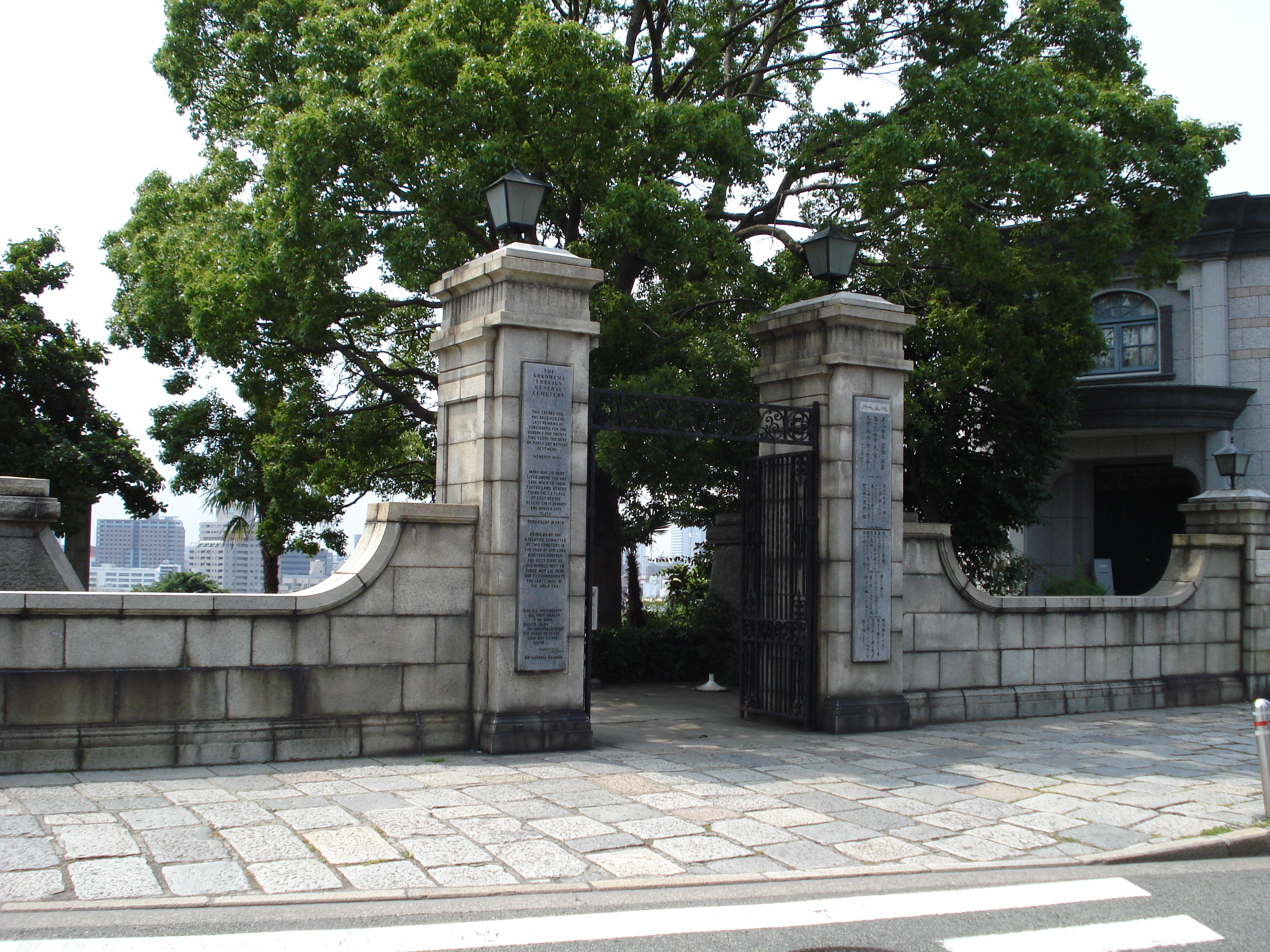
Cimetière des étrangers de Yokohama où se trouve la tombe d'Auguste Bastien

Il obtient l'argent nécessaire pour couvrir les frais de retour en France mais décide de rester au Japon. En 1874, il travaille pour le charpentier Pion, résidant à Yokohama, puis pour l'agence de construction et de réparation du ministère des travaux publics à partir d'avril 1875. Son salaire mensuel est au départ de 125 yen puis s'élève à 150 yen après son embauche officielle, mais son contrat prend fin en décembre 1879. Durant ses années dans l'agence de construction, il vit à Nishikubo et Otowa à Tokyo.
Le 7 novembre 1881, il fonde sa propre entreprise d'architecture à Yokohama mais celle-ci ferme après 2-3 années d'activité. Peu après, il s'installe à Shanghai où il travaille en tant qu'inspecteur pour diverses constructions françaises, se marie et fonde une famille. Le 7 juin 1888, il retourne à Yokohama mais meurt de maladie le 9 septembre 1888 dans la maison de son ami Pion. Sa tombe a été construite par l'association des Français de Shanghai.

## Sources
- (ja) Cet article est partiellement ou en totalité issu de l’article de Wikipédia en japonais intitulé « エドモン・オーギュスト・バスチャン » (voir la liste des auteurs).